# Allocosa albiconspersa
Allocosa albiconspersa là một loài nhện trong họ wolfspinnen (Lycosidae).
Loài này thuộc chi Allocosa. Allocosa albiconspersa được Carl Friedrich Roewer miêu tả năm 1959.